# Rita Schulz
Rita Schulz (* 13. März 1961 in Dortmund, Nordrhein-Westfalen) ist eine deutsche Astrophysikerin.

## Leben
Schulz studierte Physik und Chemie an der Ruhr-Universität Bochum. 1987 erhielt sie ihr Diplom in Physik. 1991 erhielt sie ihr Diplom in Chemie, sowie ihren Dr. rer. nat. mit Schwerpunkt auf Astrophysik. Von 1992 bis 1993 studierte Schulz im Rahmen des ESA External Fellowship an der University of Maryland Kometenwissenschaft.
Nachdem sie von 1994 bis 1996 am Max-Planck-Institut für Aeronomie in Lindau tätig gewesen war, wechselte sie zur Europäischen Weltraumorganisation (ESA), für die sie seit 1996 arbeitet. Von 1996 bis 2004 war Schulz stellvertretende Projektleiterin der Mission Rosetta. Des Weiteren war sie von 2003 bis 2006 Projektleiterin der Mission BepiColombo und fungiert seit 2006 als Projektleiterin der Mission Rosetta.
2002 habilitierte sie an der Georg-August-Universität Göttingen in Astrophysik und lehrt seitdem als Privatdozentin an dieser Universität. Sie veröffentlichte mehr als 270 Wissenschaftliche Publikationen. Der Asteroid (8640) Ritaschulz wurde im Jahr 2000 nach ihr benannt. Am 29. Juni 2006 hielt sie die Bertha Benz Vorlesung der Daimler und Benz Stiftung mit dem Thema „Erforschung des Sonnensystems: Europa forscht aus der ersten Reihe“.
Schulz ist verheiratet und hat zwei Kinder.

## Einzelnachweis
1. ↑  Rita Schulz: Erforschung des Sonnensystems: Europa forscht aus der ersten Reihe. In: Bertha Benz Vorlesung. Abgerufen am 4. Januar 2021.

| Personendaten    | Personendaten                 |
| ---------------- | ----------------------------- |
| NAME             | Schulz, Rita                  |
| KURZBESCHREIBUNG | deutsche Astrophysikerin      |
| GEBURTSDATUM     | 13. März 1961                 |
| GEBURTSORT       | Dortmund, Nordrhein-Westfalen |